# وارويك سميث (لاعب كرلنغ)
وارويك سميث (بالإنجليزية: Warwick Smith)‏ هو لاعب كرلنغ بريطاني، ولد في 11 يونيو 1971 في بيرث في المملكة المتحدة.

## وصلات خارجية
- وارويك سميث على موقع الاتحاد الدولي للكرلنغ (الإنجليزية)
- وارويك سميث على موقع اللجنة الأولمبية الدولية (الإنجليزية)
- وارويك سميث على موقع أوليمبيديا (الإنجليزية)
- وارويك سميث على موقع اللجنة الأولمبية البريطانية (الإنجليزية)